# 米尔滕贝格县
米尔滕贝格县（德語：Landkreis Miltenberg）是德国巴伐利亚州的一个县，隶属于下弗兰肯行政区，首府米尔滕贝格。

## 華語譯名
由於兩岸對於德國行政區「Landkreis」翻譯的不同，台灣稱為「米爾滕貝格郡」；中國大陸稱為「米尔滕贝格縣」。

## 地理
米尔滕贝格县北面与阿沙芬堡县和阿沙芬堡，东面与美因-施佩萨特县和巴登-符腾堡州的美因-陶伯县，南面与巴登-符腾堡州的内卡-奥登林山县，西面与黑森州的奥登林山县和达姆施塔特-迪堡县相邻。